# Templo de Jano (Fórum Holitório)
Templo de Jano (em latim: Aedes Jani) é um templo ao antigo deus Jano no Fórum Holitório de Roma. Sua estrutura provavelmente está incorporada à igreja de San Nicola in Carcere (veja Fórum Holitório). 

## História

### Construção
O templo foi construído por Caio Duílio depois da vitória romana na Batalha de Milas (260 a.C.) e ficava num local definido como "ad theatrum Marcelli" iuxta theatrum Marcelli e "extra portam Carmentalem". A data de dedicação foi a Portunália (17 de agosto).

### Augusto
Augusto deu início à restauração do templo, um projeto completado por seu herdeiro, Tibério, em 17 d.C.. O templo foi re-dedicado em 18 de outubro. De acordo com Plínio, o Velho, Augusto trouxe uma estátua de Jano, obra ou de Escopas ou Praxíteles para ser dedicada no templo.

## Localização
| Planimetria do Campo de Marte meridional |
| --- |
| Tibre Navália Circo Flamínio Teatro de Marcelo T. de DianaC T. da Piedade T. de Jano T. de Juno T. de Spes Templo de Belona Templo de Apolo Sosiano Templo de Júpiter Estator Templo de Juno Regina Pórtico de Otávia Portico de Filipo T. de Hércules Portico de Otávio Teatro de Balbo Cripta de Balbo Portico de Minúcio T. das Ninfas Diribitório T. de Juturna T. da Fortuna T. de Ferônia T. dos Lares Permarinos Cúria de Pompeu Portico de Pompeu Teatro de Pompeu Templo da Vênus Victrix Templo de Marte Santuário de Hércules Grande Vigia Templo de Castor e Pólux Ponte Fabrício Ilha Tiberina Pórtico dos Máximos T. de Netuno Pórtico dos Deuses Vila Pública Hecatostilo T. da Fortuna Equestre Anfiteatro de Estacílio Tauro (?) |